# Shigeru Sakurai
Shigeru Sakurai (桜井 繁 Sakurai Shigeru?), född 29 juni 1979 i Ibaraki prefektur, är en japansk fotbollsspelare.
Sakurai började sin karriär 2002 i Montedio Yamagata. Han spelade 133 ligamatcher för klubben. 2007 flyttade han till Ventforet Kofu. Efter Ventforet Kofu spelade han för Vegalta Sendai och Tochigi SC. Han avslutade karriären 2015.